# Moulinégarn

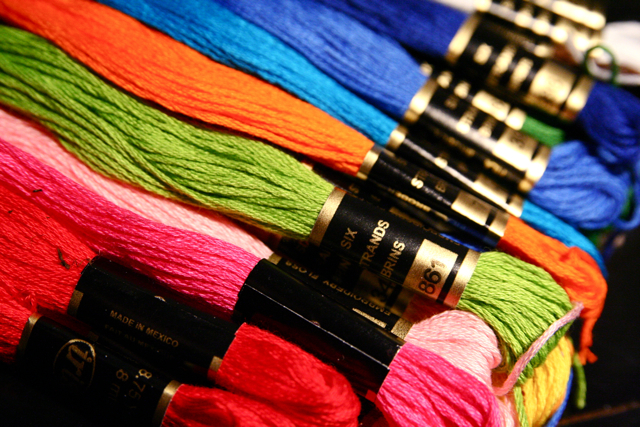
Moulinégarn i olika färger.

Moulinégarn, ett flertrådigt, vanligen sextrådigt, brodergarn i bomull med ett stort antal färgnyanser. Moulinégarn kan lätt delas i tunnare trådar.